# An Candaele
An Candaele (Sint-Amandsberg, 5 juni 1959) is een Vlaamse auteur en illustrator.

## Leven
An Candaele studeerde Grafische Vormgeving aan Sint-Lucas in Antwerpen. Later ging ze aan het werk bij Studio Van der Steen waar ze Nero- en Suske en Wiske-strips inkleurde. Ze werkte ook een tijdlang voor reclamebureaus en als vormgever voor tijdschriften. Begin jaren ‘90 verhuisde ze met haar man Frank Albers naar Amerika. Bij haar terugkomst kreeg ze de opdracht een sprookjesboek te illustreren. Sindsdien is ze voltijds illustrator van educatieve uitgaven, cd-hoezen en jeugdboeken. An Candaele woont in Vlaams-Brabant.
Werk
In 1995 illustreert Candaele haar eerste boek: Vlaamse sprookjes van Maurits De Meyer. In 1999 maakt ze haar debuut als auteur met Pardoes. Op dat moment zijn haar tekeningen realistisch en staan ze volledig in dienst van het verhaal. In de jaren daarop evolueert haar stijl naar meer gestileerde en eenvoudige vormen en gebruikt ze acryl, gouache en olieverf in plaats van potlood en aquarel. Haar composities zijn speels en vaak grappig.
Internationaal succes komt er in 2003 met Slaap lekker, Rosalie een prentenboek van Brigitte Minne. Sinds dan zijn heel wat boeken van haar vertaald naar het Frans, Duits, Deens, Portugees, Koreaans en Hindi. Naast illustrator is An Candaele ook lesgever aan de kunstacademie van Overijse. 